# Třída Gearing
Třída Gearing byla třída torpédoborců námořnictva Spojených států amerických. Třída představovala nejdokonalejší americký torpédoborec z období druhé světové války. Jednalo se o modifikaci třídy Allen M. Sumner, napravující její největší nedostatky, zejména malý dosah. Loď tak měla prodloužený trup a větší palivové nádrže. Získaný prostor byl využit také pro instalaci silnější protiletadlové výzbroje.
Postaveno jich bylo celkem 98. Do druhé světové války již sice nezasáhly, díky modernizačním programům FRAM ale zůstaly ve službě hluboko do éry studené války. Po modernizaci přitom bylo jejich hlavním úkolem ničení ponorek. Dodány byly rovněž řadě zahraničních uživatelů, včetně Řecka, Španělska či Čínské republiky, kde byly znovu rozsáhle modernizovány. USS Joseph P. Kennedy Jr. a USS Orleck se dodnes dochovaly jako muzea.

## Stavba

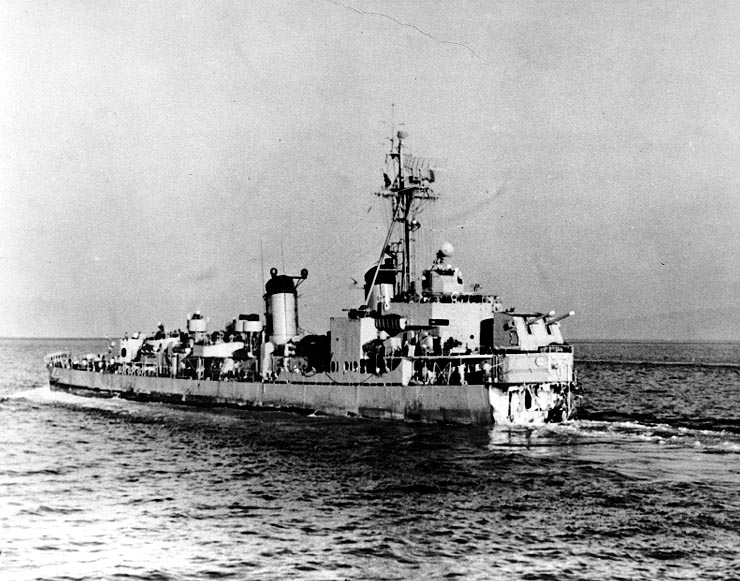
Torpédoborec USS Ernest G. Small přišel o příď po najetí na minu za korejské války

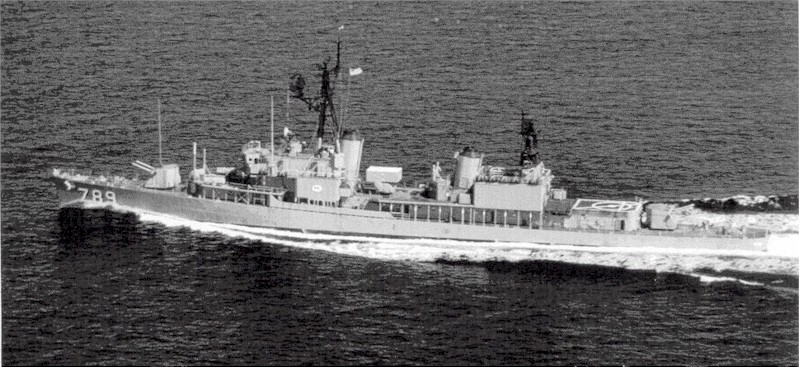
Vzhled torpédoborce USS Eversole po dokončení modernizace FRAM I

Ze 152 objednaných torpédoborců této třídy jich bylo postaveno 98, přičemž 47 jednotek bylo zrušeno ještě před založením kýlu. Do konce druhé světové války bylo dokončeno 45 jednotek, v roce 1946 jich bylo již 91, přičemž poslední kus, USS Timmerman, byl dostavěn až v roce 1952 (byl ale speciálně upraven pro zkoušky vysokých rychlostí).
Torpédoborec USS Higbee se stal první americkou válečnou lodí pojmenovanou po ženě. Byl pojmenován na počest zdravotní sestry Lenah S. Higbee (1874–1941) sloužící v první světové válce.

## Konstrukce
Konstrukčně se jednalo o třídu Allen M. Sumner, do jejíž trupu byla vložena 14 stop dlouhá sekce obsahující další palivové nádrže a umožňující instalaci dalších protiletadlových zbraní. Výzbroj se příliš nelišila. Ve třech dělových věžích bylo šest 127mm kanónů, které doplňovaly protiletadlové kanóny ráží 20 a 40 mm. K boji proti hladinovým lodím protivníka rovněž nesly deset 533mm torpédometů. Pohonný systém tvořily čtyři kotle a dvě turbíny.

## Modernizace FRAM

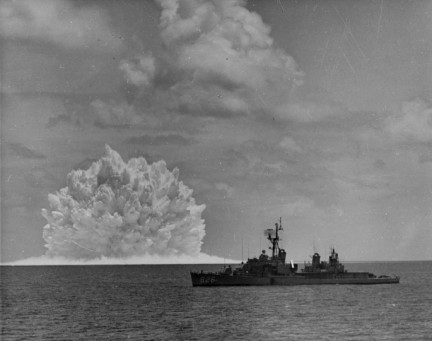
Torpédoborec USS Agerholmn při zkušebním odpalu střely ASROC vybavené jadernou hlubinnou pumou

Část torpédoborců třídy Gearing byla zařazena do rozsáhlého modernizačního programu FRAM (Fleet Rehabilitation and Modernization), který měl prodloužit životnost druhoválečných válečných lodí jejich přeměnou na účinná protiponorková plavidla. Americké námořnictvo tak reagovalo na stavbu velkého množství sovětských ponorek a vlastní omezené finanční prostředky, směřované přednostně například do stavby letadlových lodí.
Modernizací FRAM I prošlo celkem 77 jednotek. Modernizace zahrnovala změnu nástaveb a demontáž většiny dosavadní výzbroje (zůstaly čtyři 127mm kanóny), instalaci moderního sonaru SQS-23, instalaci přistávací plochy pro dva protiponorkové vrtulníky Gyrodyne QH-50 DASH, instalaci osminásobného vypouštěcího kontejneru protiponorkového systému ASROC, dvou trojhlavňových 324mm protiponorkových torpédometů a nového systému řízení palby.
Dalším 17 jednotek prošlo skromnější přestavbou v rámci programu FRAM II, určeného primárně pro torpédoborce třídy Allen M. Sumner. U nich byl přestavěn můstek, instalovány nové radary a sonar SQS-4. Rovněž výzbroj se proměnila. Zachovány byly tři věže se 127mm kanóny, dále je doplňovaly dva vrhače hlubinných pum Hedgehog, dva 533mm torpédomety a dva trojhlavňové 324mm protiponorkové torpédomety. Na zádi byla rovněž plošina pro vrtulník DASH.

## Operační nasazení
Torpédoborce této třídy operovaly například v korejské válce, vietnamské válce a dva byly nasazeny také v průběhu kubánské krize.